# Горст Шиманяк
Горст Шиманяк (нім. Horst Szymaniak, 29 серпня 1934, Реклінггаузен — 9 жовтня 2009, Оснабрю) — німецький футболіст, що грав на позиції півзахисника, зокрема за національну збірну ФРН, у складі якої був учасником двох чемпіонатів світу.
Володар Кубка чемпіонів УЄФА. 

## Клубна кар'єра
Народився 29 серпня 1934 року в місті Реклінггаузен. Вихованець футбольної школи клубу «Еркеншвік». Дорослу футбольну кар'єру розпочав 1952 року в основній команді того ж клубу, в якій провів три сезони, взявши участь у 50 матчах чемпіонату. 
Своєю грою за цю команду привернув увагу представників тренерського штабу клубу «Вупперталь», до складу якого приєднався 1955 року. Відіграв за вуппертальську команду наступні чотири сезони своєї ігрової кар'єри. Більшість часу, проведеного у складі «Вупперталя», був основним гравцем команди.
1959 року уклав контракт з клубом «Карлсруе СК», у складі якого провів наступні два роки своєї кар'єри гравця.  Граючи у складі «Карлсруе» також здебільшого виходив на поле в основному складі команди.
1961 року перебрався до Італії, де два сезони відіграв за «Катанію». 1963 року був запрошений до «Інтернаціонале», де провів один сезон. Міланська команда того року здобула Кубок європейських чемпіонів, проте німецький півзахисник виходив на поле у її складі лише епізодично.
Провівши сезон 1964/65 за «Варезе», повернувся на батьківщину, де протягом року грав за команду «Тасманія 1900», після чого грав за швейцарський «Б'єн».
Завершив ігрову кар'єру в американській команді «Чикаго Сперс», за яку виступав протягом 1967 року.

## Виступи за збірні
1956 року дебютував в офіційних матчах у складі національної збірної ФРН. Протягом кар'єри у національній команді, яка тривала 11 років, провів у її формі 43 матчі, забивши 2 голи.
У складі збірної був учасником чемпіонату світу 1958 року у Швеції і чемпіонату світу 1962 року в Чилі. На обох турнірах був гравцем основного складу і виходив на поле в усіх матчах своєї команди. На груповому етапі чемпіонату 1962 року відзначився голом у ворота господарів змагання, збірної Чилі.
Помер 9 жовтня 2009 року на 76-му році життя у місті Оснабрю.

## Титули і досягнення
- Володар Кубка чемпіонів УЄФА (1):

«Інтернаціонале»: 1963-1964